# Centaurea pineticola
Centaurea pineticola, cũng được gọi là cây cỏ cỏng dây, là một loài thực vật có hoa thuộc họ Cỏng dây (Asteraceae). Loài này có nguồn gốc ở khu vực Địa Trung Hải, thường được tìm thấy ở các khu vực cây bụi và cánh đồng ở các vùng núi và vùng biển. Cây cỏ cỏng dây thường có thân thảo hoặc cỏng dây, lá mọc đối, có hình dạng và màu sắc khác nhau tùy theo các biến thể.
Centaurea pineticola thường được biết đến với hoa màu tím hoặc tím nhạt, thường có hình dạng rất đẹp. Loài này cũng có giá trị thực phẩm và y học, và thường được sử dụng trong các phương pháp truyền thống.